# أستاذ كبير (شطرنج)

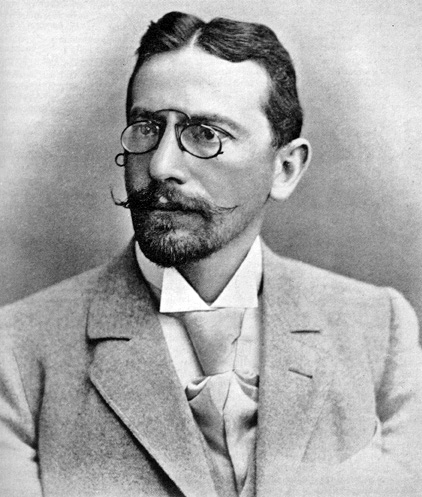
سيغبرت تاراش (1862–1934)

أستاذ كبير أو غراند ماستر (بالإنجليزية: International Grand Master) هو أكبر لقب يحمله لاعب شطرنج ويمنحه الاتحاد الدولي للشطرنج مدى الحياة لمن يستوفي الشروط اللازمة للحصول عليه، على الرغم من أنه سُحب سابقا بسبب الغش.
لقب أستاذ كبير، إلى جانب ألقاب الاتحاد الدولي للشطرنج الأقل مثل أستاذ دولي (IM) وأستاذ الاتحاد الدولي للشطرنج (FM)، متاحة للجنسين ولكن الغالبية العظمى ممن يحملون اللقب هم من الرجال، اعتبارًا من عام 2021، حصلت 39 امرأة على اللقب مقابل أكثر من 1000 رجل. منذ عام 2000، النساء العشر الأوائل في التصنيف حملن لقب أستاذ دولي كبير. هناك أيضًا لقب سيدة كبرى بمتطلبات أقل يُمنح للنساء فقط.
هناك أيضًا ألقاب أستاذ كبير للمحللين ومن يحلون مشاكل الشطرنج، يمنحها الاتحاد العالمي لتكوين الشطرنج (انظر قائمة الأساتذة الكبار لتكوين الشطرنج). يمنح الاتحاد الدولي للشطرنج بالمراسلة (ICCF) لقب خبير الشطرنج الدولي بالمراسلة (ICCGM). كلتا الهيئتين الآن مستقلتان عن الاتحاد الدولي للشطرنج، لكنهما تعملان بالتعاون معها.
سوبر أستاذ كبير (Super GM) هو مصطلح غير رسمي للإشارة إلى لاعبي النخبة في العالم، وعادة ما يطلق على اللاعبين الذين يتنافسون على بطولة العالم. في الماضي، كان يشير إلى اللاعبين الذين حصلوا على تصنيف إيلو يزيد عن 2600، ولكن مع زيادة متوسط تصنيف إيلو لكبار اللاعبين، فقد أصبح يشير إلى لاعبين حصلوا على تصنيف إيلو يزيد عن 2700. ازداد عدد هؤلاء زيادة كبيرة على مر السنين، لديهم بعض الأسماء المعروفة في عالم الرياضة وهم عادةً أعلى ربح في لعبة الشطرنج. 
بالإضافة لهذا اللقب يمنح الاتحاد الدولي للشطرنج الألقاب التالية:
- أستاذ دولي: (بالإنجليزية: International Master)
- أستاذ اتحادي: (بالإنجليزية: Master FIDE)
- مرشح أستاذ: (بالإنجليزية: Candidate Master)

كما يمنح الاتحاد الدولي لقب أستاذ دولي كبير للإناث (بالإنجليزية: WGM أو Women Grand Master) بشروط أقل من الشروط المطلوبة للذكور.

## تاريخ النشأة
تم تسجيل استخدام أستاذ كبير لخبير في بعض المجالات من عام 1590. كان أول استخدام معروف لمصطلح أستاذ كبير فيما يتعلق بالشطرنج في عدد 18 فبراير 1838 من حياة بيل، حيث أشار أحد المراسلين إلى ويليام لويس بأنه «قائدنا السابق». في وقت لاحق، أشار جورج ووكر وآخرون إلى فيليدور باعتباره أستاذًا كبيرًا، وتم تطبيق المصطلح أيضًا على عدد قليل من اللاعبين الآخرين.
يبدو أن أول استخدام رسمي لهذا المصطلح كان في بطولة أوستند عام 1907. تم تقسيم البطولة إلى قسمين: بطولة البطولة وبطولة الماسترز. كان قسم البطولة مخصصًا للاعبين الذين سبق لهم الفوز ببطولة دولية. فاز زيغبرت تاراش بقسم البطولة، على كارل شلختر وديفيد يانوفسكي وفرانك مارشال وعاموس بيرن وميخائيل شيغورين. تم وصف هؤلاء اللاعبين بأنهم سادة العظمة لأغراض البطولة.
كانت بطولة سان سيباستيان 1912 التي فاز بها أكيبا روبنشتاين حدثًا معينًا. وفاز روبنشتاين بـ12 درجة من أصل 19 نقطة. وتعادلا بالمركز الثاني برصيد 12 نقطة مع ارون نيمتسوفيتش ورودولف شبيلمان.
حسب بعض الروايات، في بطولة سانت بطرسبرغ للشطرنج عام 1914، تم منح لقب غراند ماستر رسميًا من قبل القيصر الروسي نيكولاس الثاني، الذي قام بتمويل البطولة جزئيًا. وبحسب ما ورد منح القيصر اللقب للمتسابقين الخمسة النهائيين: إيمانويل لاسكر، وخوسيه راؤول كابابلانكا، وألكسندر أليخين، وسيغبرت تاراش، وفرانك مارشال. شكك مؤرخ الشطرنج إدوارد وينتر في هذا، مشيرًا إلى أن أقدم المصادر المعروفة التي تدعم هذه القصة هي مقال بقلم روبرت لويس تايلور في عدد 15 يونيو 1940 من نيويوركر وسيرة مارشال الذاتية، 50 عاما من الشطرنج (1942).

### الاستخدام غير الرسمي والسوفيتي قبل عام 1950
قبل عام 1950، كان مصطلح أستاذ كبير يطبق أحيانًا بشكل غير رسمي على اللاعبين العالميين. تم الاتحاد الدولي للشطرنج (الاتحاد الدولي للشطرنج، أو الاتحاد الدولي للشطرنج) في باريس في عام 1924، ولكن في ذلك الوقت لم يمنح ألقاب رسمية.
في عام 1927، أنشأ اتحاد الشطرنج في الاتحاد السوفيتي لقب سيد الاتحاد السوفيتي للاعبين، لأنه في ذلك الوقت لم يكن السوفييت يتنافسون خارج بلادهم. ألغي هذا اللقب في عام 1931، بعد أن مُنح لبوريس فيرلينسكي، الذي فاز بالبطولة السوفيتية عام 1929. أعيد اللقب في عام 1935، ومنح إلى ميخائيل بوتفينيك، الذي أصبح بذلك أول مسؤول كبير «رسمي» لاتحاد الجمهوريات الاشتراكية السوفياتية. لم يسترد فيرلينسكي لقبه.

### الوضع الرسمي (1950 فصاعدًا)

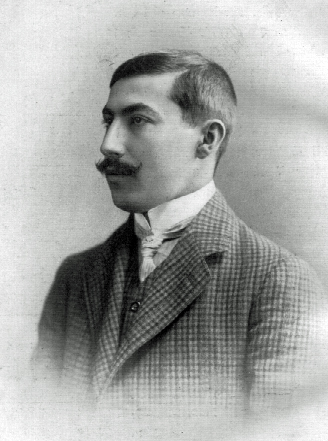
أكيبا روبنشتاين (1880–1961)

في عام 1950، ابتكرت الاتحاد الدولي للشطرنج ألقاب أستاذ كبير (GM) وأستاذ دولي (IM) وماستر نسائي (WM)، التي عُرفت فيما بعد باسم أستاذ دولية (WIM). يُطلق على لقب أستاذ كبير أحيانًا «أستاذ دولي كبير» (IGM)، ربما لتمييزه عن الألقاب الوطنية المماثلة، ولكن الشكل المختصر أكثر شيوعًا اليوم.
تم منح الألقاب بموجب قرار من الجمعية العامة الاتحاد الدولي للشطرنج ولجنة المؤهلات، بدون معايير مكتوبة رسمية. منحت الاتحاد الدولي للشطرنج لقب أستاذ كبير لأول مرة في عام 1950 إلى 27 لاعباً. هؤلاء اللاعبون هم:
- أفضل اللاعبين في ذلك اليوم: بطل العالم ميخائيل بوتفينيك، وأولئك الذين تأهلوا (أو تم تصنيفهم في) دورة المرشحين الافتتاحية في عام 1950: إسحاق بوليسلافسكي، إيغور بونداريفسكي، ديفيد برونشتاين، ماكس إيوي، روبن فاين، سالو فلور، بول كيريس، وألكسندر كوتوف، وأندور ليلينثال، وميغيل نايدورف، وصامويل ريشيفسكي، وفاسيلي سميسلوف، وجيديون ستالبرغ، ولازلو سابو.
- اللاعبون الذين ما زالوا يعيشون، رغم أنهم تجاوزوا أفضل حالاتهم في عام 1950، تم الاعتراف بهم على أنهم من الطراز العالمي عندما كانوا في ذروتهم: أوسيب بيرنشتاين، وأولدتش دوراس، وإرنست غرونفيلد، وبوريس كوستيتش، وغريغوري ليفينفيش، وجيزا ماروزي، وجاك ميسيس، وفياتشسلاف راغوزين، وأكيبا روبنشتاين، فريدريش زيميش، سافيلي تارتاكوفر، وميلان فيدمار.

نظرًا لأن الاتحاد الدولي للشطرنج لم يمنح لقب أستاذ كبير بعد وفاته، فإن اللاعبين العالميين الذين ماتوا قبل عام 1950، بما في ذلك أبطال العالم شتاينيتز و لاسكر و كابابلانكا و أليخين، لم يحصلوا على اللقب. لم يُمنح عدد قليل من اللاعبين الأقوياء الذين ما زالوا على قيد الحياة مثل لاعب الهند البريطاني مير سلطان خان والألماني بول ليبكي والفرنسي يوجين زنوسكو-بوروفسكي ألقابًا.

#### لوائح عام 1953
كانت جوائز اللقب بموجب اللوائح الأصلية خاضعة لمخاوف سياسية. إفيم بوغوليوبوف، الذي هاجر من الاتحاد السوفيتي إلى ألمانيا، لم يدخل في الدرجة الأولى من أستاذ كبيرs، على الرغم من أنه لعب مباراتين في بطولة العالم مع أليخين. حصل على اللقب عام 1951، بأغلبية ثلاثة عشر صوتًا مقابل ثمانية أصوات مع امتناع خمسة أعضاء عن التصويت. أيدت يوغوسلافيا طلبه، لكن كل الدول الشيوعية الأخرى عارضته. في عام 1953، ألغى الاتحاد الدولي للشطرنج اللوائح القديمة، على الرغم من الحفاظ على بند يسمح للسادة الأكبر سنًا الذين تم التغاضي عنهم بالحصول على ألقاب. منحت اللوائح الجديدة لقب أستاذ كبير الدولي لـ الاتحاد الدولي للشطرنج للاعبين الذين يستوفون أيًا من المعايير التالية:
1. بطل العالم.
2. الأساتذة الذين لديهم الحق المطلق في اللعب في بطولة العالم للمرشحين، أو أي لاعب يحل محل متسابق غائب ويحصل على 50 بالمائة على الأقل من النقاط.
3. الفائز في بطولة دولية تفي بالمعايير المحددة، وأي لاعب يحتل المركز الثاني في بطولتين من هذا القبيل في غضون أربع سنوات. يجب أن تكون البطولة أحد عشر جولة على الأقل مع سبعة لاعبين أو أكثر، و 80 بالمائة أو أكثر من بطولة أستاذ كبيرs العالمية أو الماجستير الدوليين. بالإضافة إلى ذلك، يجب أن يكون 30 بالمائة من اللاعبين من كبار السن الذين لديهم الحق المطلق في اللعب في بطولة العالم للمرشحين المقبلة، أو الذين شاركوا في مثل هذه البطولة في السنوات العشر الماضية.
4. اللاعب الذي يُظهر قدرته تساوي بشكل واضح قدرة (3) أعلاه في بطولة أو مباراة دولية. يجب أن تتم الموافقة على هذه الألقاب من قبل لجنة التأهيل بدعم من خمسة أعضاء على الأقل.

#### لوائح عام 1957

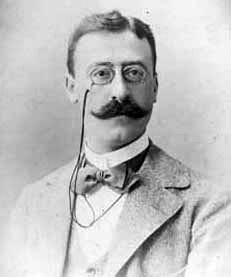
جاك ميسيس (1865–1954)، أحد كبار أساتذة الاتحاد الدولي للشطرنج

بعد إصدار الاتحاد الدولي للشطرنج لوائح العنوان لعام 1953، تم الاعتراف بأنها كانت عشوائية إلى حد ما، وبدأ العمل في مراجعة اللوائح. اعتمد مؤتمر الاتحاد الدولي للشطرنج في فيينا في عام 1957 لوائح جديدة، تسمى نظام FAV، تقديراً للعمل الذي قام به القاضي الدولي جيوفاني فيرانتس (إيطاليا)، وألكساندر (ربما كونيل هيو أودونيل ألكسندر)، وجيانكارلو دال فيرم (إيطاليا). بموجب لوائح عام 1957، تم منح لقب المعلم الكبير الدولي لـ الاتحاد الدولي للشطرنج تلقائيًا إلى:
1. بطل العالم.
2. أي لاعب يتأهل من بطولة تصفيات ما بين مناطقية للعب في بطولة المرشحين، حتى لو لم يلعب في المرشحين لأي سبب من الأسباب.
3. أي لاعب يتأهل من Interzonal للعب في المرشحين ولكن تم استبعاده بسبب قيود على عدد المشاركين من اتحاده.
4. أي لاعب يلعب بالفعل في دورة المرشحين ويسجل ما لا يقل عن 33٪.

سمحت اللوائح أيضًا بمنح الألقاب من قبل مؤتمر الاتحاد الدولي للشطرنج بناءً على توصية من لجنة التأهيل. استندت التوصيات إلى الأداء في البطولات المؤهلة، مع الدرجة المطلوبة اعتمادًا على النسبة المئوية للماجستير والماجستير الدولي في البطولة.

#### لوائح عام 1965
أثيرت مخاوف من أن لوائح عام 1957 كانت متساهلة للغاية. في مؤتمر الاتحاد الدولي للشطرنج في عام 1961، قال أستاذ دولي كبير ميلان فيدمار إن اللوائح «جعلت من الممكن منح ألقاب دولية للاعبين دون جدارة كافية». في مؤتمر 1964 في تل أبيب، تم تشكيل لجنة فرعية لاقتراح تغييرات على اللوائح. وأوصت اللجنة الفرعية بإلغاء منح الألقاب تلقائيًا، وانتقدت الأساليب المستخدمة في منح الألقاب بناءً على الأداء المؤهل، ودعت إلى تغيير تشكيل لجنة التأهيل. أيد العديد من المندوبين توصيات اللجنة الفرعية، بما في ذلك الأستاذ الكبير ميغيل ناجدورف الذي شعر أن اللوائح الحالية تؤدي إلى تضخم سندات الملكية الدولية.  في مؤتمر 1965 في فيسبادن، رفع الاتحاد الدولي للمعايير (الاتحاد الدولي للشطرنج) المعايير المطلوبة للألقاب الدولية. لوائح لقب أستاذ كبير الدولي كانت:
- 1. يحصل أي بطل عالمي على لقب أستاذ دولي كبير تلقائيًا
- 2 أ. أي شخص سجل 40 في المائة على الأقل في مباراة ربع النهائي في بطولة المرشحين
- 2 ب. سجل ما لا يقل عن عدد النقاط في البطولة المقابلة لإجمالي درجة 55 بالمائة ضد أستاذ كبيرs بالإضافة إلى 75 بالمائة ضد أستاذ دولي (IM) بالإضافة إلى 85 بالمائة ضد لاعبين آخرين («معيار أستاذ دولي»).

للوفاء بالمتطلب 2 ب، يجب على المرشح تسجيل معيار أستاذ كبير واحد في بطولة من الفئة 1a أو معيارين خلال فترة ثلاث سنوات في بطولتين من الفئة 1b، أو دورة واحدة من الفئة 2a ودورة واحدة من الفئة 1b.
فئات البطولات هي:
- 1a - ما لا يقل عن ستة عشر لاعبًا، و 50 بالمائة على الأقل من الأستاذ الكبار و 70 بالمائة على الأقل من الرسائل الفورية
- 1b - ما لا يقل عن اثني عشر لاعبًا، وما لا يقل عن 33٪ من الأستاذ الكبار و 70٪ الأساتذة الدولية
- 2a - خمسة عشر لاعبًا على الأقل، 50 بالمائة على الأقل من الرسائل الفورية
- 2b— من عشرة إلى أربعة عشر لاعبًا، 50 بالمائة على الأقل من الرسائل الفورية.

نظرًا لأن ألقاب الاتحاد الدولي للشطرنج هي مدى الحياة، لا يتم احتساب الأستاذ الكبير أو الأستاذ الدولي لأغراض هذا المطلب إذا لم يكن لديه نتيجة أستاذ كبير أو أستاذ دولي في السنوات الخمس السابقة للبطولة.
بالإضافة إلى ذلك، لا يمكن أن يكون أكثر من 50 في المائة بالإضافة إلى لاعب واحد من نفس البلد للبطولات التي تضم 10 إلى 12 لاعبًا، أو لا تزيد عن 50 في المائة بالإضافة إلى اثنين للبطولات الأكبر.
تم منح أربعة وسبعين لقباً من أستاذ دولي كبير في الفترة من 1951 إلى 1968. خلال تلك الفترة، مُنحت عشرة ألقاب من أستاذ دولي كبير في عام 1965، ولكن واحدة فقط في عام 1966 وعام 1968.

#### لوائح 1970
تطور النظام الحديث لمنح ألقاب الاتحاد الدولي للشطرنج من مقترحات "Dorazil" المقدمة إلى مؤتمر أولمبياد الشطرنج ال19. تم وضع المقترحات من قبل الدكتور ويلفريد دورازيل (نائب رئيس الاتحاد الدولي للشطرنج آنذاك) وزملائه أعضاء اللجنة أستاذ كبير سفيتوزار غليغوريتش والبروفيسور أرباد إيلو. واعتُمدت توصيات تقرير اللجنة بالكامل.
في الأساس، بنيت المقترحات على العمل الذي قام به الأستاذ إيلو في ابتكار نظام تصنيف إيلو الخاص به. مكّن إنشاء قائمة محدثة من اللاعبين وتقييم إيلو الخاص بهم من تخصيص «فئة» لبطولات الشطرنج الدولية القوية بشكل ملحوظ، بناءً على متوسط تصنيف المتسابقين. على سبيل المثال، تقرر أن حالة «الفئة 1» ستنطبق على البطولات ذات تصنيف إيلو المتوسط للمشاركين الذين يقعون في النطاق 2251 - 2275؛ وبالمثل، تنطبق الفئة 2 على النطاق 2276 - 2300 وما إلى ذلك. كلما ارتفعت فئة البطولة، زادت قوة البطولة.
عنصر حيوي آخر تضمن وضع معايير جديرة بالتقدير لكل فئة من فئات البطولة. يجب على اللاعبين تلبية أو تجاوز النتيجة ذات الصلة لإثبات أدائهم على مستوى أستاذ كبير (GM) أو المستوى الدولي ماستر (IM). تم التعبير عن النتائج كنسب مئوية من الدرجة القصوى المثالية وانخفضت مع زيادة فئة البطولة، مما يعكس قوة معارضة اللاعب والصعوبة النسبية للمهمة.
يمكن لمنظمي البطولة بعد ذلك تطبيق النسب المئوية على تنسيق البطولة الخاص بهم والإعلان مسبقًا عن النتيجة الفعلية التي يجب على المشاركين تحقيقها لتحقيق نتيجة أستاذ كبير أو أستاذ دولي (يشار إليها حاليًا على أنها معيار).
للتأهل إلى لقب أستاذ كبير، يحتاج اللاعب إلى تحقيق ثلاث نتائج من أستاذ كبير خلال فترة متدرجة مدتها ثلاث سنوات. بشكل استثنائي، إذا بلغ إجمالي الألعاب المساهمة للاعب 30 لعبة أو أكثر، فيمكن منح اللقب على أساس اثنتين من هذه النتائج. كانت هناك أيضًا ظروف يمكن فيها تكييف النظام ليلائم أحداث الفريق والمسابقات الأخرى.
تضمنت المقترحات الكاملة العديد من القواعد واللوائح الأخرى، والتي غطت موضوعات مثل:
- صيغ البطولة المؤهلة
- المشاركون المؤهلون
- مشاركين غير مصنفين
- تسجيل البطولات مع الاتحاد الدولي للشطرنج
- الحسابات، بما في ذلك معالجة الكسور

## اللوائح الحالية
لكي يصبح اللاعب رائدًا، يجب أن يحقق كلا الأمرين التاليين:
- تصنيف إيلو لا يقل عن 2500 في أي مرحلة من حياتهم المهنية (على الرغم من أنهم لا يحتاجون إلى الحفاظ على هذا المستوى للحصول على اللقب أو الاحتفاظ به).
  - يمكن استيفاء متطلبات التصنيف حتى إذا بدأ اللاعب دورة مصنفة أقل من 2500 ثم وصل أو تجاوز تصنيف 2500 أثناء البطولة ولكنه في النهاية يختتم البطولة بتصنيف أقل من 2500.
- نتيجتان مفضلتان (تسمى المعايير) من إجمالي 27 مباراة على الأقل في البطولات. مع بعض الاستثناءات، للحصول على معيار في البطولة:
  - يجب أن يكون أداء تقييم اللاعب في نهاية الدورة 2600 على الأقل. (لم تعد البطولات مصنفة ضمن فئات.)
  - يجب أن يكون ما لا يقل عن 33٪ من خصوم اللاعب من كبار السن.
  - يجب أن يحمل 50٪ على الأقل من خصوم اللاعب لقب الاتحاد الدولي للشطرنج.
  - يجب أن يكون معدل تقييم خصوم اللاعب 2380 على الأقل.
  - يجب أن يأتي خصوم اللاعب من 3 اتحادات شطرنج مختلفة على الأقل، والتي يمكن أن تشمل اتحاد اللاعب الخاص.
    - 60٪ كحد أقصى من خصوم اللاعب يمكن أن يأتوا من اتحاد اللاعب الخاص.
    - يمكن أن يأتي 66٪ كحد أقصى من خصوم اللاعب من اتحاد واحد.

يتم أيضًا منح لقب أستاذ كبير تلقائيًا، دون الحاجة إلى تلبية المعايير المذكورة أعلاه، عند الفوز ببطولة العالم للسيدات، أو بطولة العالم للناشئين، أو بطولة العالم للكبار. يمكن الاطلاع على اللوائح الحالية في كتيب الاتحاد الدولي للشطرنج.
عناوين الاتحاد الدولي للشطرنج بما في ذلك لقب أستاذ كبير صالحة مدى الحياة، لكن لوائح الاتحاد الدولي للشطرنج تسمح بإلغاء العنوان من أجل «استخدام عنوان الاتحاد الدولي للشطرنج أو تصنيف لتخريب المبادئ الأخلاقية للعنوان أو نظام التصنيف» أو إذا تبين أن أحد اللاعبين قد انتهك لوائح مكافحة الغش في البطولة التي استند إليها طلب اللقب. 

## تضخم العنوان

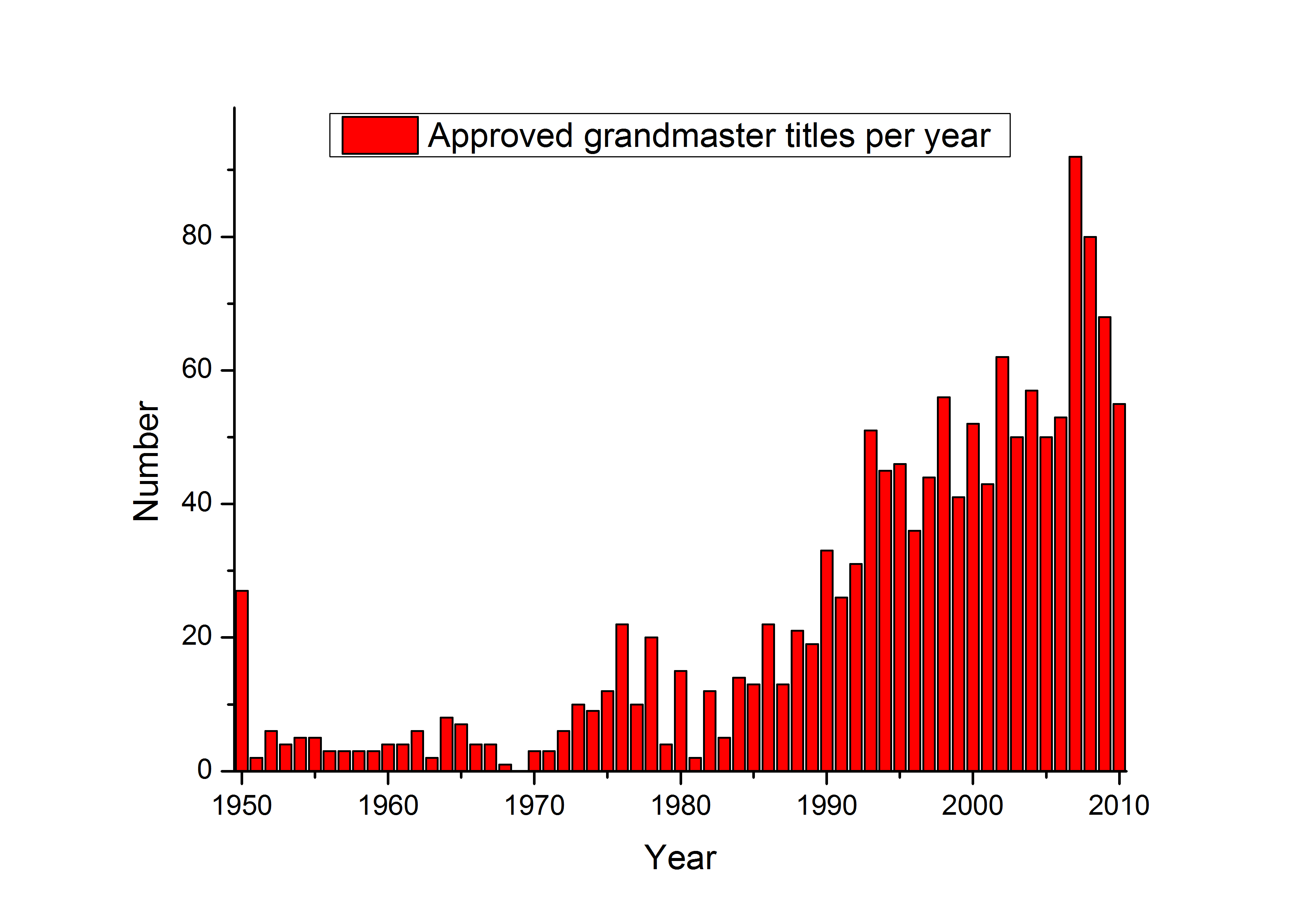
عدد الأساتذة الجدد في السنة

تطور عدد العظماء

يشير تقرير أعده بارتلوميو ماسيجا لـ ACP إلى المناقشة في مؤتمر الاتحاد الدولي للشطرنج لعام 2008 بشأن الانخفاض الملحوظ في قيمة لقب أستاذ كبير. زاد عدد الأساتذة الكبار بشكل كبير بين عامي 1972 و 2008، ولكن وفقًا لماسييجا، زاد عدد اللاعبين المسجلين الذين تم تصنيفهم على أكثر من 2200 بشكل أسرع. منذ مؤتمر الاتحاد الدولي للشطرنج، استمرت مناقشة قيمة لقب أستاذ كبير من حين لآخر.

## الأساتذة الفخريون
من عام 1977 حتى عام 2003، منحت الاتحاد الدولي للشطرنج ألقاب فخرية أستاذ كبير إلى 31 لاعبًا بناءً على أدائهم السابق أو مساهماتهم الأخرى في لعبة الشطرنج. منذ عام 2007، لم يتم التمييز بين المعلم الكبير «الفخري» والمدير الكامل. تم منح اللاعبين التالية أسماؤهم ألقاب فخرية أستاذ كبير:
- 1977 - خوليو بولبوتشان، قناة إستيبان، بوريسلاف ميليتش، كارلوس توري ريبيتو
- 1981 - أرنولد دنكر
- 1982 - لوديويجك برينس، راؤول سانغينيتي
- 1983 - فلاديمير ألاتورتسيف، ألكسندر كونستانتينوبولسكي، إريك لوندين
- 1984 - إيرو بوك، ستوجان بوك
- 1985 - هاري جولومبيك، ماريو مونتيسيلي، ياروسلاف زاجتار
- 1986 - آرثر ديك، تيودور غيشيسكو
- 1987 - فلاديمير ماكوجونوف، فلاداس ميكاناس، بوجدان عليوا
- 1988 - جورج كولتانوفسكي
- 1990 - أندريا فودرير، رودولف ماريتش
- 1991 - دراغوليوب مينيتش
- 1992 - هاينز ليمان، رودولف تيشنر
- 1993 - جوناثان بنروز.[20]
- 1996 - كارولي هونفي، إنريكو باولي
- 1999 - بيتر ديلي
- 2003 - المارس زمغاليس

## أصغر الحاصلين على لقب أستاذ دولي كبير
| الرقم | اللاعب               | الجنسية          | سن التتويج             | سنة التتويج |
| ----- | -------------------- | ---------------- | ---------------------- | ----------- |
| 1     | ابهيمانيو ميشرا      | الولايات المتحدة | 12 سنة 5 أشهر          | 2021        |
| 2     | سيرغي كارياكن        | أوكرانيا         | 12 سنة 7 أشهر          | 2002        |
| 3     | باريمريان نيجي       | الهند            | 13 سنة 4 أشهر 22 يوم   | 2006        |
| 4     | ماغنوس كارلسن        | النرويج          | 13 سنة 4 أشهر 27 يوم   | 2004        |
| 5     | بو كسيانجي           | الصين            | 13 سنة 10 أشهر 13 يوم  | 1999        |
| 6     | ريشارد رابورت        | المجر            | 13 سنة 11 أشهر 15 يوم  | 2010        |
| 7     | تيمور رادجابوف       | أذربيجان         | 14 سنة 14 يوم          | 2001        |
| 8     | روسلان بونوماريوف    | أوكرانيا         | 14 سنة 17 يوم          | 1997        |
| 9     | ويسلي سو             | الفلبين          | 14 سنة 1 شهر 21 يوم    | 2007        |
| 10    | إتيان باكرو          | فرنسا            | 14 سنة ويومين          | 1997        |
| 11    | خورخيه كوري          | بيرو             | 14 سنة ويومين أيضاً     | 2009        |
| 12    | إيليا نيجنيك         | أوكرانيا         | 14 سنة 3 شهور ويومين   | 2010        |
| 13    | مكسيم فاشيي -لاغراف  | فرنسا            | 14 سنة و4 أشهر         | 2005        |
| 14    | بيتر ليكو            | المجر            | 14 سنة 4 شهور 22 يوم   | 1994        |
| 15    | هو ييفان             | الصين            | 14 سنة 6 شهور ويومين   | 2008        |
| 16    | أنيش غيري            | هولندا           | 14 سنة 7 شهور ويومين   | 2009        |
| 17    | يوري كجوبف           | أوكرانيا         | 14 سنة 7 شهور 22 يوم   | 2004        |
| 18    | داريوش شفيرش         | بولندا           | 14 سنة 7 شهور 29 يوم   | 2009        |
| 19    | نغوين نغوك ترونغ صون | فيتنام           | 14 سنة 10 شهور         | 2004        |
| 20    | راي روبسون           | الولايات المتحدة | 14 سنة 11 شهور 16 يوم  | 2009        |
| 21    | فابيانو كاروانا      | إيطاليا          | 14 سنة 11 شهور20 يوم   | 2007        |
| 22    | كونيرو هامبي         | الهند            | 15 سنة شهر واحد 27 يوم | 2002        |
| 23    | هيكارو ناكامورا      | الولايات المتحدة | 15 سنة شهران 19 يوم    | 2003        |
| 24    | بنتالا هاريكرشنا     | الهند            | 15 سنة 3 شهور 5 أيام   | 2001        |
| 25    | جوديت بولجار         | المجر            | 15 سنة 4 شهور 28 يوم   | 1991        |
| 26    | أليخاندرو راميريز    | كوستاريكا        | 15 سنة 5 شهور 14 يوم   | 2003        |
| 27    | روبرت فيشر           | الولايات المتحدة | 15 سنة 6 أشهر يوم واحد | 1958        |

## عدد الأساتذة الكبار حسب الدول
ترتيب الدول حسب عدد الأساتذة الدولين الكبار المنخرطين في إتحادات الشطرنج الوطنية لبلدانهم:
| 1. روسيا 214 2. أوكرانيا 79 3. ألمانيا 76 4. الولايات المتحدة 71 5. صربيا 53 6. هنغاريا 51 7. فرنسا 46 8. إسرائيل 39 9. إسبانيا 37 10. بريطانيا 36 11. بلغاريا 34 12. أرمينيا 33 13. بولندا 32 14. كرواتيا 31 15. الصين 29 16 . هولندا التشيك 28 17. الهند جورجيا 25 | 1. رومانيا 21 2. أذربيجان 20 3. كوبا الأرجنتين 19 4. السويد 18 5. كازاخستان بيلاروسيا 15 6. الفلبين 13 7. أوزبكستان اليونان 12 8. البرازيل سلوفاكيا آيسلندا 11 9. النرويج الدنمارك 10 10. لاتفيا 9 11. مقدونيا إيطاليا ليتوانيا كندا 8 12. إيران النمسا البوسنة والهرسك فيتنام سويسرا 7 13. مولدوفا أندونيسيا الجبل الأسود 6 14. اسكتلندا البيرو فنلندا تركيا المكسيك كولومبيا إستونيا بنغلادش 5 15. تشيلي بلجيكا أستراليا تركمانستان 4 16. سنغافورة مصر باراغواي قطر 3 17. الإمارات العربية المتحدة تونس أندورا منغوليا 2 |

ولكل من الدول الأتية، أستاذ دولي كبير واحد:
| - الجزائر - الإكوادور - طاجيكستان - بوليفيا | - فنزويلا - ألبانيا - لوكسمبورغ - جمهورية الدومينيكان | - موناكو - نيوزيلندا - أيرلندا - كوريا الجنوبية |

## الأساتذة الدوليين الكبار العرب

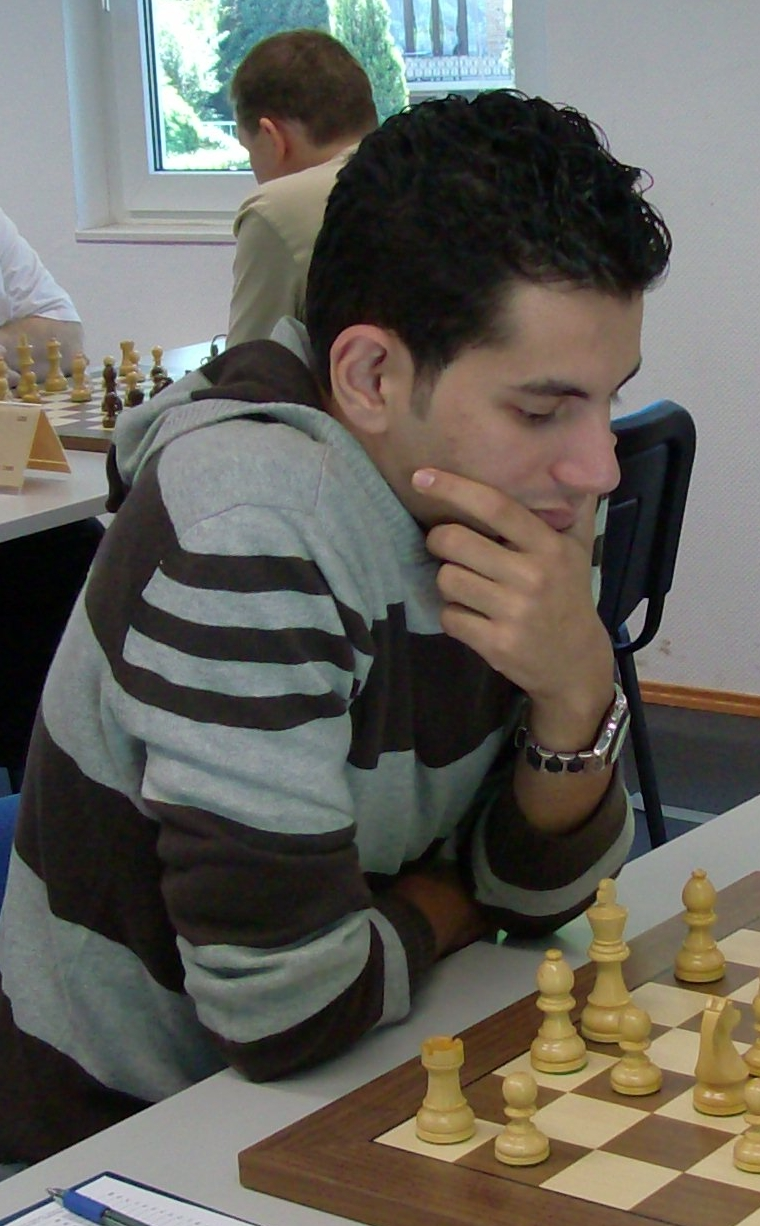
أحمد عدلي أستاذ دولي كبير مصري

يبلغ عدد الأساتذة الكبار22 وهم ينتمون للدول التالية:
- مصر (9): أحمد عدلي، باسم أمين، عصام الجندي، أدهم فوزي، عبد الرحمن هشام، سامي شقير، شروق وفا، شاهنداه وفا، منى خالد.[23][24][25][26][27][28]
- الجزائر(4): أيمن رزوق، حدوش محمد، بلال بلحسن، أمينة مزيود.[29][30]
- قطر(3): محمد المضيحكي، محمد السيد، زو تشن(من أصل صيني).[31][32]
- تونس(3): سليم بوعزيز، سليم بلخوجة، أمير الزعيبي.[33][34]
- الإمارات العربية المتحدة(2): سالم عبد الرحمن، طالب موسى.
- المغرب(1): هشام الحمدوشي (في عام 2009 انتقل إلى الأتحاد الفرنسي للشطرنج [الإنجليزية]).[35]

## وصلات خارجية
- «متطلبات عناوين FIDE»
- «أفضل لاعبي الشطرنج في العالم»
- «عظماء الشطرنج» لإدوارد وينتر